# 90528 Raywhite
90528 Raywhite è un asteroide della fascia principale. Scoperto nel 2004, presenta un'orbita caratterizzata da un semiasse maggiore pari a 2,5629811 UA e da un'eccentricità di 0,1204384, inclinata di 4,80527° rispetto all'eclittica.
Dal 26 novembre 2004 al 25 gennaio 2005, quando 95959 Covadonga ricevette la denominazione ufficiale, è stato l'asteroide denominato con il più alto numero ordinale. Prima della sua denominazione, il primato era di 90377 Sedna.
L'asteroide è dedicato all'astronomo statunitense Raymond E. White, Jr..